# Kanton Agon-Coutainville
Kanton Agon-Coutainville (fr. Canton d'Agon-Coutainville) je kanton v departementu Manche v regionu Normandie ve Francii. Byl vytvořen při reformě kantonů v roce 2014 seskupením 28 obcí. V květnu 2016 ho tvořilo 27 obcí (vzhledem k procesu slučování některých obcí).

## Obce kantonu (květen 2016)
- Agon-Coutainville
- Anneville-sur-Mer
- Auxais
- Blainville-sur-Mer
- Feugères
- Geffosses
- Gonfreville
- Gorges
- Gouville-sur-Mer [p 1]
- Hauteville-la-Guichard
- Marchésieux
- Le Mesnilbus
- Montcuit
- Montsurvent
- Muneville-le-Bingard
- Nay
- Périers
- Raids
- La Ronde-Haye
- Saint-Aubin-du-Perron
- Saint-Germain-sur-Sèves
- Saint-Malo-de-la-Lande
- Saint-Martin-d'Aubigny
- Saint-Michel-de-la-Pierre
- Saint-Sauveur-Lendelin
- Saint-Sébastien-de-Raids
- Vaudrimesnil